# 四国中央フェリーボート
四国中央フェリーボート株式会社（しこくちゅうおうフェリーボート）は、かつて日本にあった海運会社。

## 概要
新居浜市の住友金属鉱山向けの貨物輸送などを担っていた海運業者・新泉海運（2001年倒産）を中心に川之江市の製紙業者や住友金属鉱山の支援を受けて設立され、就航年の1970年に開かれた日本万国博覧会に因んで「バンパックフェリー」の愛称が名付けられた。愛媛県新居浜市に本社を置き、新居浜港（本港、のちに東港フェリーターミナル）から愛媛県川之江市（現：四国中央市）の川之江港を経由して兵庫県神戸市の神戸港（東神戸フェリーセンター/青木のりば）を結ぶフェリー航路を運航していた。さらに一時期、神戸を経由して（もしくは神戸を経由せずに）大阪府大阪市の大阪港（大阪南港フェリーターミナル）へ一部の便が運航していた時期もあった。
ピーク時の1987年（昭和62年）には年間約30万人の旅客と約10万台の車両を運んでいたが、瀬戸大橋の開通や他社との競合、阪神・淡路大震災で一時神戸へ寄港できなかったことなどで利用客が減少し、1998年（平成10年）4月5日の明石海峡大橋開通に伴い航路が廃止された。
最盛期、80年代初頭には「♪新居浜、川之江、神戸、バンパックフェリー♪」とテレビCMにも流されていた。

## 沿革
- 1969年（昭和44年）4月 - 四国中央フェリーボート株式会社設立[3]。
- 1970年（昭和45年）
  - 3月8日 - 川之江 - 神戸航路開設、「いしづち」就航。第二船「せとうち」就航まで1隻で1日1往復運航[6]。
  - 4月29日 - 「せとうち」就航、2隻体制3往復に増発[7]。
- 1971年（昭和46年）7月 - 東神戸フェリー埠頭第1バース竣工、供用開始。
- 1973年（昭和48年）
  - 4月12日 - 「にいはま」就航[8]。
  - 5月19日 - 「せとうち」が播磨灘で機関室から出火して沈没。死傷者なし。乗員乗客は関西汽船の六甲丸 (初代)に救助された[9]。
  - 10月15日 - 「かわのえ」就航、3隻で1日4往復運航となる[10]。
- 1975年（昭和50年）10月4日 - 新居浜への寄港開始[11]。前月9月に関西汽船の経営再建の合理化により旅客船の松山-阪神航路（松山 - 今治 - 新居浜 - 神戸 - 大阪間）が運航休止され、新居浜と阪神間を結ぶ旅客船がなくなることによる代替措置として就航[12]。但し自動車の積み込みは不可能で、徒歩旅客のみの乗降に限定されていた。当時新居浜港（本港）内のフェリーが発着していた場所は住友金属鉱山敷地内の客船桟橋であり、フェリー専用の岸壁ではなかった[13][14]。
- 1981年（昭和56年）3月 - 9月：神戸ポートアイランド博覧会に合わせ一部便を東神戸に加えポートアイランド南埠頭に延航。
- 1984年（昭和59年）6月1日 - 「にいはま2」「かわのえ2」就航[15]。4隻2往復運航に。
- 1988年（昭和63年）
  - 4月8日 - 新居浜東港のフェリー岸壁完成により移転、四国開発フェリー（四国オレンジフェリー）とともに東港への寄港開始。新居浜からの車輌の乗降が可能となる[13][16]。
  - 11月28日 - 大阪南港へ航路延長。大阪南港フェリーターミナル（F2バース）[17]に上り第2便、下り第1便が寄港開始[18]。
- 1990年（平成2年）
  - 4月10日 - 「ロイヤルにいはま」就航[19]。
  - 7月28日 - 「ロイヤルかわのえ」就航[20]。この船の就航で東神戸は全て第２バース使用に移行。
- 1994年（平成6年）
  - 9月30日 - 大阪南港寄港を休止。
  - 10月1日 - 全便が再び新居浜 - 川之江 - 神戸間の運航となる。
- 1995年（平成7年）
  - 1月17日 - 阪神・淡路大震災発生、地震発生時は「ロイヤルかわのえ」が神戸港入港中（東神戸No.3ブイとNo.4ブイの間）であった[21]。
  - 1月24日 - 被災し使用不能となった東神戸フェリー埠頭の代替として大阪南港フェリーターミナル（F6バース）を使用[22]、新居浜 - 川之江 - 大阪間で運航再開[23][24]。
  - 3月20日 - 神戸港（東神戸フェリーセンター）発着に復旧[25][26]。これにより大阪南港への寄港を再度終了。
- 1998年（平成10年）4月5日 - 明石海峡大橋開通。同日、航路廃止。上りは新居浜東港13時40分発「ロイヤルにいはま」が最終便となった[5][27]

## 航路の変遷
- 1970年（昭和45年）3月8日 〜 1975年（昭和50年）10月3日
  - 川之江港 - 神戸港（東神戸フェリーセンター）
- 1975年（昭和50年）10月4日 〜 1988年（昭和63年）4月7日
  - 新居浜港（本港）- 川之江港 - 神戸港（東神戸フェリーセンター）
  - 川之江港 → 新居浜港（本港）→ 神戸港（東神戸フェリーセンター）
  - ※下り第１便は川之江→新居浜間は上り第２便も兼ねており、新居浜出航後はそのまま神戸へ向かっていた。
- 1988年（昭和63年）4月8日 〜 1988年（昭和63年）11月27日
  - 新居浜港（東港）- 川之江港 - 神戸港（東神戸フェリーセンター）
- 1988年（昭和63年）11月28日 〜 1994年（平成6年）9月30日
  - 新居浜港（東港）- 川之江港 - 神戸港（東神戸フェリーセンター）- 大阪港（大阪南港）
  - 一部神戸始発終着の便、もしくは神戸に寄港しない便もあり。
- 1994年（平成6年）10月1日 〜 1995年（平成7年）1月17日
  - 新居浜港（東港）- 川之江港 - 神戸港（東神戸フェリーセンター）
- 1995年（平成7年）1月24日 〜 1995年（平成7年）3月19日
  - 新居浜港（東港）- 川之江港 -  大阪港（大阪南港）
  - 阪神・淡路大震災による代替措置。
- 1995年（平成7年）3月20日 〜 1998年（平成10年）4月5日
  - 新居浜港（東港）- 川之江港 - 神戸港（東神戸フェリーセンター）

## 過去に運航していた船舶
- いしづち

950総トン、1970年3月8日就航。1976年に引退し九州郵船へのチャーターの後1978年にユーゴスラビアに売却。
- せとうち

「いしづち」の同型船。1970年4月29日就航。1973年に火災事故により沈没。
- かみのせき

旭洋造船建造。489総トン、せとうちの代船として長浜上関高速フェリーの航路休止後に傭船。
- にいはま

1973年4月10日竣工、1990年4月引退し泰東製鋼に売却。1992年加藤汽船に売却、1996年インドネシアに売却。
- かわのえ

1973年10月竣工、引退後はインドネシアに売却。
- かわのえ2

3,623総トン、航海速力17ノット、旅客定員400名、車輌積載数トラック62台、全長115.61m、1984年就航。インドネシアに売却。
- にいはま2

3,622総トン。「かわのえ2」の同型船、1984年就航、1994年に韓国へ売却。
- ロイヤルにいはま

「ロイヤルかわのえ」の同型船、船舶整備公団共有、1990年就航、航路廃止後、1999年にギリシャに売却。
- ロイヤルかわのえ

3,981総トン、全長115.6m、幅21.0m、深さ6.0m、6,000馬力×2基、航海速力19.0ノット、旅客定員600名
サノヤス水島製造所建造、1990年6月就航。1999年5月にギリシャへ売却。